# 고마쓰 공항
고마쓰 공항(일본어: 小松飛行場)은 일본 이시카와현 고마쓰시에 있는 민간, 항공 자위대 겸용 공항이다.

## 개요
1944년에 개항해 1958년 미군으로부터 인수인계를 받았고 1961년부터 민간에서 운항하기 시작하였다. 공항 면적은 440만 8,188m2이다. 2,700x45m 길이의 활주로 1개와 2,700x23m 길이의 유도로 1개가 있다. 여객 터미널의 면적은 국내선이 1만 6,468m2, 국제선이 7,044m2이며, 화물 터미널의 면적은 2,017m2이다. 주차장은 동시에 총 1,369대를 주차할 수 있으며, 부속건물에 운수성 청사가 있다.

## 운항 노선

### 국제선
| 항공사             | 목적지             |
| ------------------ | ------------------ |
| 대한항공           | 서울(인천)         |
| 에바 항공          | 타이페이(타오위안) |
| 타이거 항공 타이완 | 타이페이(타오위안) |

### 국내선
| 항공사               | 목적지               |
| -------------------- | -------------------- |
| 일본항공             | 도쿄(하네다)         |
| 일본 트랜스오션 항공 | 오키나와             |
| 전일본공수           | 도쿄(하네다), 삿포로 |
| ANA 윙스             | 후쿠오카             |

### 화물 노선
| 항공사   | 목적지                                                    |
| -------- | --------------------------------------------------------- |
| 카고룩스 | 룩셈부르크 시티, 서울(인천), 시카고(오헤어), 홍콩(첵랍콕) |

## 통계
| 년   | 승객 수   |
| ---- | --------- |
| 2000 | 2,587,941 |
| 2001 | 2,590,333 |
| 2002 | 2,645,038 |
| 2003 | 2,599,706 |
| 2004 | 2,495,837 |

## 교통

### 버스
- 가나자와 역, 고마쓰 역, 후쿠이 현, 후쿠이 역, 가나자와 현, 카타야마 온천

### 자동차
- 호쿠리쿠 고속도로
  - 이시카와 현 - 소요 시간 30분
  - 후쿠이 현 - 소요 시간 45분